# Cnemaspis baueri
Cnemaspis baueri este o specie de șopârle din genul Cnemaspis, familia Gekkonidae, descrisă de Atulananda Das și Grismer în anul 2003. Conform Catalogue of Life specia Cnemaspis baueri nu are subspecii cunoscute.